# 山口仁子梨
山口 仁子梨（やまぐち にこり、2002年9月17日 - ）は、日本将棋連盟（関西本部）所属の女流棋士。女流棋士番号は68。岐阜県岐阜市出身。中田章道七段門下。鶯谷高等学校卒業。女流棋士の山口稀良莉は実妹。

## 棋歴

### 女流棋士になるまで
中学1年の時、祖父に教わって将棋を始めた。中学1年の5月に女子中学生の将棋大会の岐阜県大会で優勝し、全国大会に出場したことをきっかけに将棋に熱中し、地元の将棋教室や名古屋市内の将棋道場で研鑽を重ねた。2016年2月、東海研修会に入会。
2019年、第55回全国高等学校将棋選手権大会の女子団体戦で優勝。山口は鶯谷高等学校チームの中心選手であり、同大会女子団体戦での岐阜県勢の優勝は初の事例であった。
同年9月8日、東海研修会B2に昇級し、女流棋士2級となる権利を得た。将棋を始めて僅か4年での快挙であった。女流棋士資格申請を行い、同年10月1日付で連盟関西本部所属の女流棋士2級となり、女流棋士番号68を付与された。
岐阜県出身の女流棋士は、山口が初の事例となる。

### 女流棋士になってから
2020年2月15日にポートメッセなごやで開催された「アニゲーフェス NAGOYA 2020」内「リアルタイムバトル将棋 バトル＆トークショー」に出演。
2020年12月1日付で実妹の山口稀良莉が女流棋士となり、5例目の姉妹女流棋士となった。
2024年7月2日、第32期倉敷藤花戦で準々決勝進出を決め「倉敷藤花戦ベスト8」により女流1級に昇級。この日の勝利は丁度「女流公式戦40勝目」（女流1級昇級の規定勝数）でもあった。

## 棋風
- 居飛車党[1]。

## 人物
- 趣味は音楽鑑賞[1]。名前は「笑顔あふれる子に」との由来から付けられた[5]。
- 弟の山口修生（しゅな）も姉2人と将棋を指し、小学6年時に奨励会の試験を受けたが不合格となりプロ棋士をあきらめたが、2021年にeスポーツの将棋対戦ゲーム「リアルタイムバトル将棋」でプロライセンスを獲得し「プロe棋士」となっている[6]。
- SNSのX（旧twitter）に、水町みゆ、礒谷真帆、小高佐季子、山口仁子梨、加藤結李愛の共同アカウント「女流棋士WJKS (@WJKS_Shogi) - X（旧Twitter）」がある[7]。これは「水町＆加藤」から移行したものである[8]。

## 昇段・昇級履歴
- 2016年02月00日 - 東海研修会 入会
- 2019年09月08日 - 東海研修会 B2クラスへ昇級[1]、女流棋士2級となる権利を取得[1][2]
- 2019年10月01日 - 女流2級（プロ入り）
- 2024年07月02日 - 女流1級（倉敷藤花戦ベスト8・女流2級昇級後40勝、女流通算40勝62敗）[9][10][注釈 1]

## 主な成績

### 在籍クラス
| 2021 | 1 | 順位決定トーナメント戦59位 | 順位決定トーナメント戦59位 | 順位決定トーナメント戦59位 | 順位決定トーナメント戦59位 | 順位決定トーナメント戦59位 |     |
| 2022 | 2 |                            |                            |                            |                            | D18                        | 3-5 |
| 2023 | 3 |                            |                            |                            |                            | D20x                       | 2-6 |
| 2024 | 4 |                            |                            |                            |                            | D28*                       | 4-4 |
| 2025 | 5 |                            |                            |                            |                            | D19*                       |     |
| 女流順位戦の 枠表記 は挑戦者。右欄の数字は勝-敗(番勝負/PO含まず)。 順位戦の右数字はクラス内順位 ( x当期降級点 / *累積降級点 / +降級点消去 ) |   |                            |                            |                            |                            |                            |     |

### 年度別成績
| 年度             | 対局数 | 勝数 | 負数 | 勝率   | (出典) | 女流通算成績 | 女流通算成績 | 女流通算成績 | 女流通算成績 | 女流通算成績 |
| ---------------- | ------ | ---- | ---- | ------ | ------ | ------------ | ------------ | ------------ | ------------ | ------------ |
| 2019年度         | 7      | 2    | 5    | 0.2857 | [ 11 ] | 対局数       | 勝数         | 負数         | 勝率         | (出典)       |
| 2020年度         | 19     | 7    | 12   | 0.3684 | [ 12 ] | 26           | 9            | 17           |              |              |
| 2019-2020 (小計) | 26     | 9    | 17   |        |        | 女流通算成績 | 女流通算成績 | 女流通算成績 | 女流通算成績 | 女流通算成績 |
| 年度             | 対局数 | 勝数 | 負数 | 勝率   | (出典) | 対局数       | 勝数         | 負数         | 勝率         | (出典)       |
| 2021年度         | 24     | 9    | 15   | 0.3750 | [ 13 ] | 50           | 18           | 32           | 0.3600       | [ 14 ]       |
| 2022年度         | 21     | 9    | 12   | 0.4285 | [ 15 ] | 71           | 27           | 44           | 0.3802       | [ 16 ]       |
| 2023年度         | 21     | 6    | 15   | 0.2857 | [ 17 ] | 92           | 33           | 59           | 0.3586       | [ 18 ]       |
| 2024年度         | 23     | 11   | 12   | 0.4782 | [ 19 ] | 115          | 44           | 71           | 0.3826       | [ 20 ]       |
| 2021-2024 (小計) | 66     | 24   | 42   |        |        |              |              |              |              |              |
| 通算             | 115    | 44   | 71   | 0.3826 | [ 20 ] |              |              |              |              |              |
| 2024年度まで     |        |      |      |        |        |              |              |              |              |              |